# 성윤수

## 클럽 경력
성윤수는 여의도고등학교와 칼빈대학교를 거쳐, K4리그 세종바네스(현 FC세종)에서 활약했다.  
이후 2023년 인천 유나이티드 FC에 입단하며 K리그 무대에 진입했고, 2025년 전남 드래곤즈 FC로 이적하여 등번호 33번을 배정받았다.

## 데뷔
2025시즌 K리그2 1라운드 천안시티 FC와의 원정 경기에서 후반 추가시간 교체 투입되며 프로 데뷔전을 치렀다.

## 특징
187cm, 88kg의 체격을 기반으로 한 공중 장악력과 안정적인 반사신경을 강점으로 한다.  
전남 드래곤즈 공식 채널에서는 “던전의 새로운 수문장”이라는 표현과 함께 소개되었다.

## 통계
- 2025시즌 K리그2 출전: 1경기

## 참고 자료
- 전남 드래곤즈 공식 인스타그램 – GK 성윤수 선수 영입 및 소개
- 전남 드래곤즈 공식 인스타그램 – 데뷔전 교체 출전 관련 게시물
- 굿모닝투데이 – 전유상·성윤수 등 2025 시즌 선수단 발표 보도
- 다음스포츠 – 선수 기본 프로필 정보